# Polyphagozerra coffeae
Polyphagozerra coffeae is een vlinder uit de familie houtboorders (Cossidae). De wetenschappelijke naam van deze soort werd voor het eerst geldig gepubliceerd in 1861 door Nietner.
De soort komt voor in tropisch Afrika.